# Wilhelm Hübotter (Schiff)
Die Wilhelm Hübotter war ein Seenotrettungsboot (SRB) der 9-Meter-Klasse der Deutschen Gesellschaft zur Rettung Schiffbrüchiger (DGzRS).
Das nach dem Architekten Wilhelm Hübotter benannte Schiff, das DGzRS-intern als KRST 25 bezeichnet wird, wurde 1977 von der Schweers-Werft in Bardenfleth unter der Baunummer 6434 gebaut und am 30. Juli 1977 zusammen mit zwei Schwesterbooten in Bardenfleth auf den Namen des Vaters eines Förderers der DGzRS getauft.

## Technische Ausstattung
Das Seenotrettungsboot war mit Funkanlagen, Echolot, Radar, GPS, Fremdlenzpumpe und einer Bergungspforte ausgestattet.

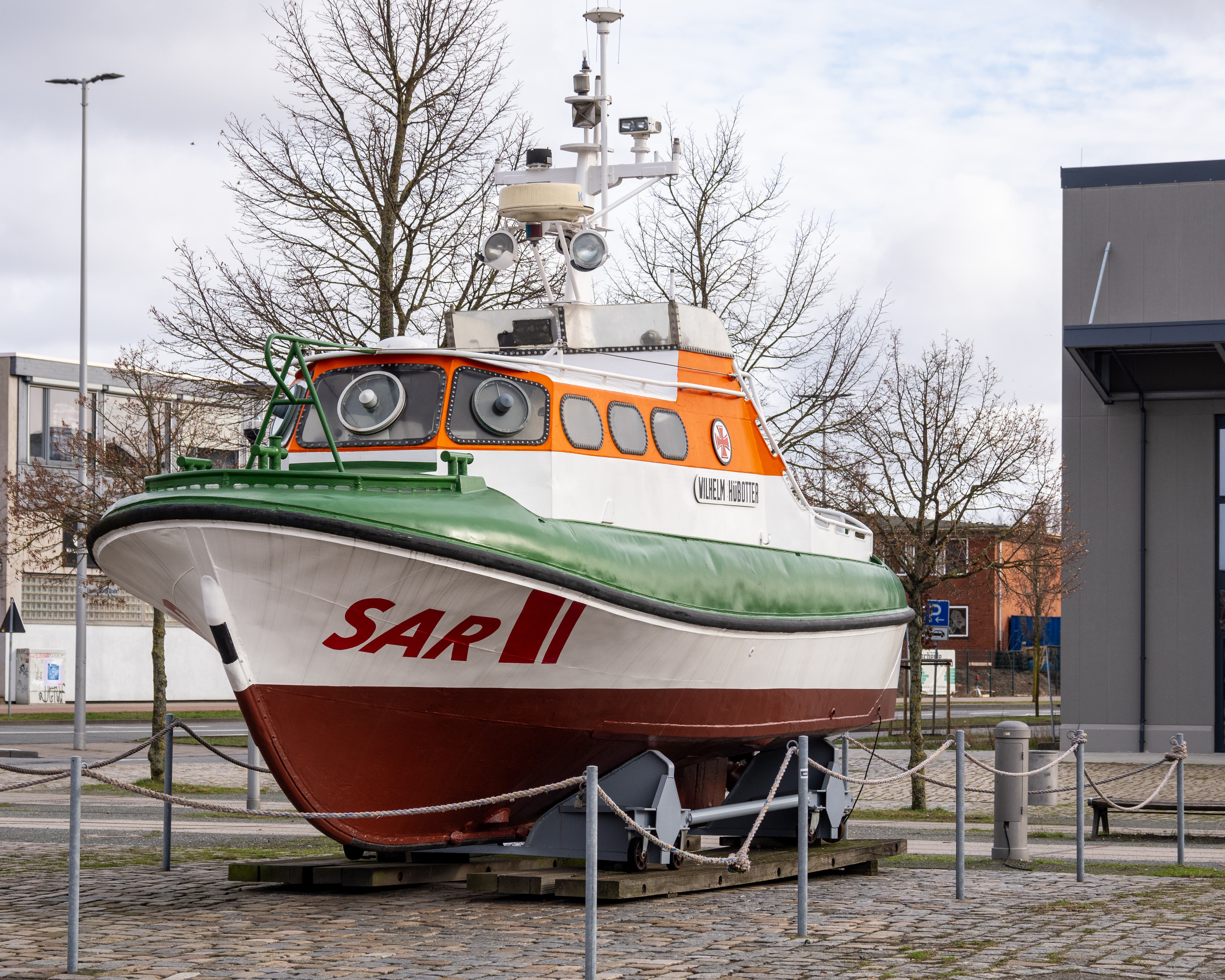
"Wilhelm Hübotter" aufgestellt beim Speicher XI in Bremen

## Stationierungen
Von 1977 bis zum 28. März 1999 war das Boot auf der DGzRS-Station auf der Insel Wangerooge stationiert. Es folgte die Stationierung in Horumersiel bis zur Ausmusterung im Dezember 2004. Zu sehen ist die Wilhelm Hübotter nun beim Hafenmuseum im Speicher XI in Bremen.